# ويتمر ستون
ويتمر ستون (بالإنجليزية: Witmer Stone) هو عالم طيور وعالم نبات وعالم حيوانات أمريكي، ولد في 22 سبتمبر 1866 في فيلادلفيا في الولايات المتحدة، وتوفي بنفس المكان في 23 مايو 1939.